# Медоуз, Деннис
Деннис Л. Медоуз (англ. Dennis L. Meadows; род. 7 июня 1942) — американский учёный, заслуженный профессор системного управления, бывший директор Института политических и социальных исследований при Университете Нью-Гэмпшира, президент лаборатории интерактивного образования, широко известен как соавтор доклада Римскому клубу «Пределы роста».

## Карьера
Деннис Медоуз получил степень бакалавра в Карлтонском колледже, а степень доктора философии менеджмента в MIT Sloan. Имеет четыре степени почётного доктора наук, в том числе Российского химико-технологического университета.
Вместе со своей женой, Донеллой Медоуз, начал свою карьеру в департаменте, созданном Джеем Форрестером в Массачусетском технологическом институте, в конце 1960-х. С 1970 года по 1972 был директором Проекта глобальных угроз человечества Римского клуба. В дальнейшем Медоуз стал штатным профессором факультетов менеджмента, инжиниринга и социальных наук. В течение многих лет он был директором программ высшей школы по бизнесу и инжинирингу. Он читал семинары и разрабатывал инновационные и сложные стратегические игры во всем мире на протяжении десятилетий. Кроме того, он читал свои лекции в более чем 50 странах мира.
Был директором трёх университетских научных институтов: в МИТ, в Дартмутском колледже и в Университете Нью-Гемпшир. Является экс-президентом Международного общества системной динамики и Международной ассоциации моделирования и игр.
Был членом совета директоров и консультантом правительства США, промышленных групп и некоммерческих компаний как в США, так и за рубежом. Является сооснователем Balaton Group, сети около 300 профессионалов из более чем 30 стран, занимающихся системным моделированием, государственной политикой и устойчивым развитием. В 2008 году он поддержал проект GPSO (Global Population Speak Out).
За свою деятельность он получил различные международные награды, включая Премию Японии в апреле 2009 года.

## Римский клуб
Римский клуб — глобальный мозговой центр, который занимается различными международными политическими вопросами. Был основан в апреле 1968 года и привлек огромное общественное внимание в 1972 году своим докладом «Пределы роста». С 1970 по 1972 году Медоуз был директором Проекта глобальных угроз человечества при Римском клубе в МИТ, в рамках которого была построена глобальная модель развития человечества, легшая в основу доклада.

## Пределы роста
Доклад «Пределы роста» по заказу Римского клуба представил результаты моделирования последствий быстрого роста населения планеты при ограниченных природных ресурсах. Соавторами Денниса Медоуза были Донелла Медоуз, Йорген Рандерс и Уильям Беренс III.
В исследовании использовалась модель World3 для моделирования последствий взаимодействия двух систем: Земли и людей. Доклад напомнил некоторые из угроз и предсказаний преподобного Томаса Мальтуса, рассмотренных в его книге «Опыт закона о народонаселении» 1798 года.
Конечной целью исследования было не конкретное предсказание событий, а описание общих последствий взаимодействия экспоненциально-растущего населения с конечными ресурсами планеты. Поскольку размер всех ресурсов планеты не известен, исследовалось только общее поведение системы.

## Пределы роста. 30 лет спустя
За последние 30 лет XX века произошёл большой культурный сдвиг в сознании людей о глобальных процессах. В интервью 2004 года Медоуз объясняет:
В 1972 году большинство людей не могло даже представить, что физическое воздействие деятельности человечества может стать настолько большим, что может изменить основные природные процессы на Земле. Но теперь мы регулярно наблюдаем и обсуждаем проблему озоновой дыры, разрушение морского рыболовства, изменение климата и другие глобальные проблемы.
В своей первой публикации Медоуз рекомендовал сфокусироваться на замедлении роста населения планеты. В публикации 2004 года Медоуз сменил основной тезис на:
Сейчас мы должны рассказать людям как управлять снижением своей деятельности до уровней (возобновляемых) ресурсов Земли.

Нужно наконец попытаться приучить людей к тому, чтобы они не ждали очередных мудрых решений от своих правительств, а сами принимали необходимые превентивные меры.

## Премии и почётные звания
- Премия Японии (2009).
- Почётный профессор МГУ (2004) — за выдающиеся достижения в создании моделей мировой динамики развития цивилизации и многолетнее успешное сотрудничество с МГУ[9].
- Почётный доктор Российского химико-технологического университета (1989).[10][11]

## Публикации
- 1970. Dynamics of commodity production cycles.
- 1973. Toward global equilibrium: collected papers. Eds.
- 1975. Beyond growth : essays on alternative futures. Edited with others.
- 1974. Dynamics of Growth in a Finite World
- 1977. Alternatives to growth-I : a search for sustainable futures : papers adapted from entries to the 1975 George and Cynthia Mitchell Prize and from presentations before the 1975 Alternatives to Growth Conference, held at the Woodlands, Texas. Eds.
- 1992. Beyond the Limits: Confronting Global Collapse, Envisioning a Sustainable Future
- 1995 «The Systems Thinking Playbook»
- 2004. Limits to Growth: The 30-Year Update. With Donella Meadows and Jørgen Randers. ISBN 978-1-931498-58-6

### В русском переводе
- Медоуз Донелла Х., Медоуз Деннис Л., Рэндерс Й., Беренс В. Пределы роста / Пер. с англ.; Предисл. Г. А. Ягодина. — М.: Изд-во МГУ, 1991. — 208 с. — ISBN 5-211-02014-6.
- Медоуз Донелла, Рандерс Й., Медоуз Деннис. Пределы роста. 30 лет спустя = Limits to growth.The 30-year update. — М.: Академкнига, 2007. — 342 с. — ISBN 978-5-94628-218-5.